# Scorpiodoras
Scorpiodoras is een geslacht van straalvinnige vissen uit de familie van de doornmeervallen (Doradidae).

## Soorten
- Scorpiodoras heckelii (Kner, 1855)
- Scorpiodoras liophysus Sousa & Birindelli, 2011